# Nathan Rees
Nathan Rees (ur. 12 lutego 1968 w Sydney) – australijski polityk związany z Australijską Partią Pracy (ALP), premier stanu Nowa Południowa Walia w latach 2008–2009.
Ukończył anglistykę na University of Sydney. Jeszcze w czasie studiów dorabiał sobie jako pracownik służb oczyszczania miasta. Jednocześnie był działaczem związku zawodowego pracowników samorządu lokalnego. W 1995 został doradcą wicepremiera stanowego Andrew Refshauge'a, później pracował także dla innych przywódców ALP w Nowej Południowej Walii. W 2007 został wybrany do Zgromadzenia Ustawodawczego i objął funkcję stanowego ministra ds. wody i służb ratowniczych. Po rezygnacji Morrisa Iemmy z funkcji premiera Nowej Południowej Walii na początku września 2008, został jednogłośnie wybrany na nowego lidera frakcji ALP w Zgromadzeniu, co automatycznie oznaczało objęcie urzędu premiera stanu. Jednocześnie piastował urząd ministra ds. sztuki. W grudniu 2009 jego następczynią na czele rządu została Kristina Keneally.
Od lat żyje w nieformalnym związku. Swoją partnerkę poznał jeszcze w szkole średniej, mając zaledwie 14 lat. Deklaruje się jako katolik.